# Liste der Biografien/Werk
Liste der Biografien |
Portal Biografien |
Personensuche
# |
A |
B |
C |
D |
E |
F |
G |
H |
I |
J |
K |
L |
M |
N |
O |
P |
Q |
R |
S |
T |
U |
V |
W |
X |
Y |
Z |
?
 
Wa |
Wc |
Wd |
We |
Wh |
Wi |
Wj |
Wl |
Wn |
Wo |
Wr |
Ws |
Wt |
Wu |
Ww |
Wy |
Wz
 
Wea |
Web |
Wec |
Wed |
Wee |
Wef |
Weg |
Weh |
Wei |
Wej |
Wek |
Wel |
Wem |
Wen |
Weo |
Wep |
Wer |
Wes |
Wet |
Weu |
Wev |
Wew |
Wex |
Wey |
Wez
 
Wera |
Werb |
Werc |
Werd |
Were |
Werf |
Werg |
Werh |
Weri |
Werj |
Werk |
Werl |
Werm |
Wern |
Wero |
Werp |
Werr |
Wers |
Wert |
Weru |
Werv |
Werw |
Wery |
Werz
Die Liste der Biografien führt alle Personen auf, die in der deutschsprachigen Wikipedia einen Artikel haben. Dieses ist eine Teilliste mit 40 Einträgen von Personen, deren Namen mit den Buchstaben „Werk“ beginnt.

## Werk
- Werk, Franz Xaver (1769–1856), deutscher Theologe, Geistlicher und Hochschullehrer

### Werka
- Werka, Adam (1917–2000), polnischer Marinemaler und Illustrator

### Werke
- Werkenthin, Albert (1842–1914), deutscher Komponist, Pianist, Organist, Musiklehrer und Musikdirektor
- Werkenthin, Karl Wilhelm Julius (1826–1887), deutscher Schauspieler, Sänger und Regisseur
- Werkenthin, Mally (1878–1918), deutsche Opernsängerin
- Werkentin, Falco (1944–2023), deutscher Soziologe und Historiker
- Werker, Alfred L. (1896–1975), US-amerikanischer Filmregisseur
- Werker, David (* 1985), deutscher Comedian
- Werker, Janet F. (* 1951), kanadische Psychologin und Hochschullehrerin
- Werker, Katja (* 1970), deutsche Singer-Songwriterin, Multiinstrumentalistin
- Werket, Johnny (1924–2010), US-amerikanischer Eisschnellläufer

### Werkg
- Werkgartner, Anton (1890–1970), österreichischer Gerichtsmediziner

### Werkh
- Werkheiser, Devon (* 1991), US-amerikanischer SchauspielerDevon Werkheiser (* 1991)

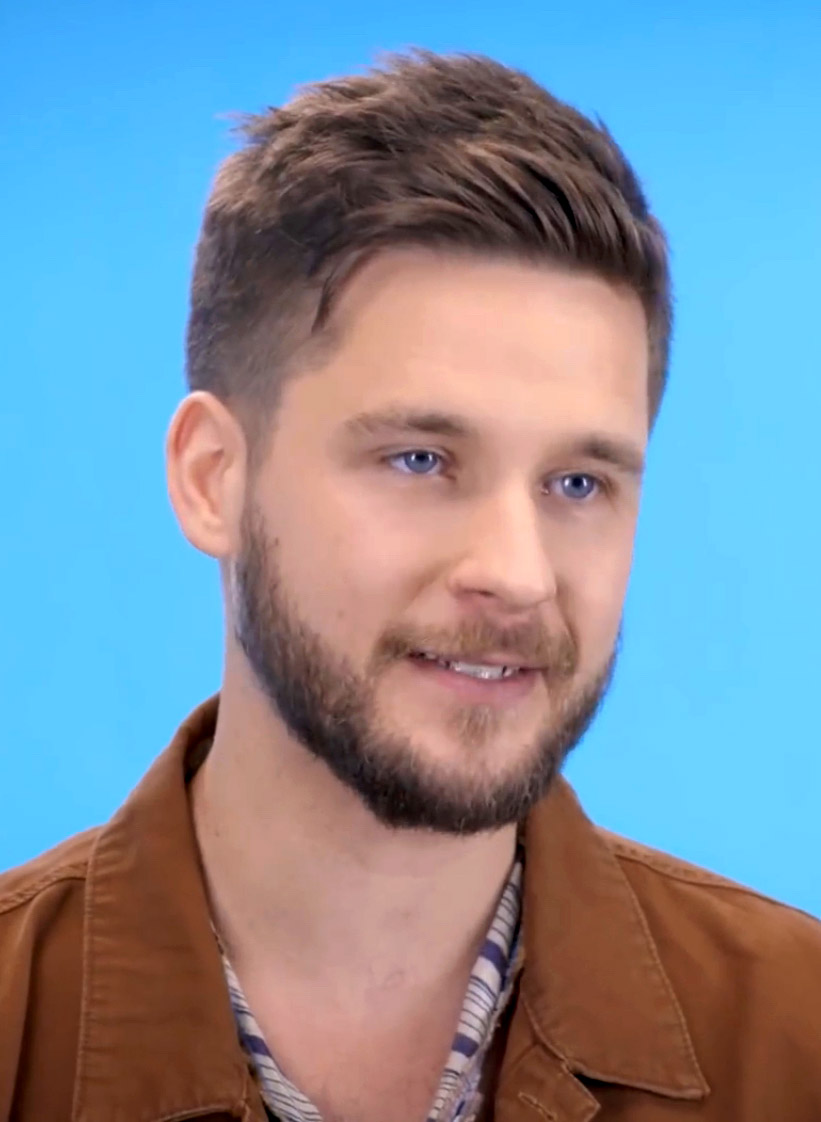
Devon Werkheiser (* 1991)

- Werkhoven, Mart van (* 1991), niederländischer Volleyballspieler

### Werki
- Werkin, Boris Ieremijewitsch (1919–1990), sowjetischer Tieftemperaturphysiker

### Werkl
- Werkle, Horst (* 1950), deutscher Bauingenieur und emeritierter Professor der Hochschule Konstanz Technik, Wirtschaft und Gestaltung
- Werkle-Bergner, Markus (* 1976), deutscher Psychologe

### Werkm
- Werkman, Chester Hamlin (1893–1962), US-amerikanischer Mikrobiologe
- Werkman, Hendrik Nicolaas (1882–1945), niederländischer Künstler
- Werkmann, Else (* 1897), österreichische Übersetzerin
- Werkmann, Karl (1878–1951), österreichischer Journalist und Privatsekretär von Karl I.
- Werkmann, Klara (1896–1969), deutsche katholische Ordensfrau
- Werkmeister, Benedikt Maria von (1745–1823), römisch-katholischer Theologe
- Werkmeister, Karl (1898–1976), deutscher Botschafter
- Werkmeister, Lotte (1885–1970), deutsche Chansonnière, Kabarettistin und Filmschauspielerin
- Werkmeister, Otto (1918–2001), deutscher Fußballspieler und -trainer
- Werkmeister, Paul (1878–1944), deutscher Geodät
- Werkmeister, Sepp (1931–2021), deutscher Jazzfotograf
- Werkmeister, William Henry (1901–1993), US-amerikanischer Historiker und Philosoph
- Werkmeister, Wolfgang (* 1941), deutscher Grafiker, Zeichner und Maler
- Werkmüller, Albert (1879–1914), deutscher Hürdenläufer
- Werkmüller, Dieter (1937–2022), deutscher Jurist und Hochschullehrer

### Werkn
- Werkner, Ines-Jacqueline (* 1965), deutsche Sozialwissenschaftlerin
- Werkner, Lajos (1883–1943), ungarischer Säbelfechter und Olympiasieger
- Werkner, Patrick (* 1953), österreichischer Kunsthistoriker

### Werko
- Werkolski, Artemi (1532–1545), russisch-orthodoxer Heiliger
- Werkowitsch, Eugen (1872–1945), österreichischer Politiker (NSDAP), MdR

### Werks
- Werkstätter, Benedikt (1707–1772), österreichischer Maler
- Werkstetter, Franz Xaver (1933–2023), deutscher Politiker (CSU), MdL
- Werkström, Bertil (1928–2010), schwedischer Geistlicher und Erzbischof